# Borivoj Dovniković
Borivoj Dovniković, dit Bordo, est un réalisateur de dessin animé, un caricaturiste et un illustrateur croate né le 12 décembre 1930 à Osijek (actuelle Croatie) dans le royaume de Yougoslavie et mort le 8 février 2022 à Zagreb. Il est compagnon de route de Dušan Vukotić (sh).
Il est l'auteur d'un ouvrage de référence des techniques du dessin animé, dont la traduction en français en 2000, sous le nom de « La Technique du dessin-animé » est préfacée par Michel Ocelot.

## Biographie
Borivoj Dovniković naît le 12 décembre 1930 à Osijek, alors dans le royaume de Yougoslavie.
Après avoir achevé ses études secondaires en 1949, il part étudier à l'Académie des beaux-arts (en) de Zagreb, et commence une carrière d'illustrateur et caricaturiste.
Son épouse, Vesna Dovniković (sh), travaille également dans le domaine de l'animation.
En 1950, il arrête ses études, et rejoint un groupe d'illustrateurs et caricaturistes, avec lesquels il travaille dans le journal humorisque « Kerempuh ».
Il devient animateur indépendant dans les années 1960 et une des plus importantes figures de l'école d'animation de Zagreb.
En 1988, il participe au film de Jiří Barta, « Autoportraits », comportant plusieurs courts-métrages animés.

## Récompenses
- 2002 : Prix Vladimir-Nazor ;
- 2017 : Le Prix honorifique pour l'ensemble d'une carrière au Animafest Zagreb[4] ;
- 1968 : Ours d'argent de Berlin, dans la catégorie court-métrage pour « Krek ».

## Filmographie
- 1967 : « Krek », réalisateur, scénariste, animateur ;
- 2009 : « Tišina », réalisateur, scénariste, animateur ;

## Ouvrage
- Borivoj Dovniković (trad. du croate par Petar Magazin, préf. Michel Ocelot), La Technique du dessin-animé, Paris, Dreamland éditeur, coll. « Collection Image par image pocket », 2000, 191 p. (ISBN 2-910027-23-6, ISSN 1270-0231, BNF 37033883)